# Jacques-Charles Dupont de l'Eure
Jacques-Charles Dupont de l'Eure (Le Neubourg, 27 de febrer de 1767 - Rouge-Perriers, 3 de març de 1855) va ser un advocat i estadista francès. És més conegut per ser el primer cap d'Estat de facto de la Segona República, després del col·lapse de la monarquia de Juliol.

## Biografia

### Primers anys
Era advocat i membre del parlament de Normandia en esclatar la Revolució Francesa. Durant la Primera República i el Primer Imperi, va treballar a Louviers, Rouen i Evreux. Adoptats els principis revolucionaris, el 1798 va començar la seva vida política com a membre del Consell, el Directori francès dels Cinc-cents. El 1813 es va convertir en membre del cos legislatiu i, durant el regnat dels Cent Dies, va ser vicepresident de la Cambra de Diputats. Quan els exèrcits de la Coalició Setena varen entrar a París, va defensar els principis de la revolució. Va Ser triat com un dels comissionats per a negociar amb els sobirans de la Coalició.

### Prominència
De 1817 fins a 1849 (a través de la Restauració borbònica i la Monarquia de Juliol) va ser, sense interrupció, membre de la Cambra de Diputats, actuant de manera coherent amb l'oposició liberal, dels quals era el líder virtual. Durant alguns mesos de 1830 va ocupar el càrrec de Ministre de Justícia, però, al trobar-se en harmonia amb els seus col·legues, va renunciar abans que finalitzes l'any i va tornar al seu lloc en l'oposició.

### Segona República
Quan va començar la Revolució de 1848, Dupont de l'Eure va ser nomenat President de l'Assemblea Provisional, en tant que membre de més edat. El mateix dia va ser nomenat President del Govern Provisional, convertint-se de facto en Cap d'Estat de França. Per tant, pot considerar-se'l com el primer President de França, a pesar que Louis-Napoléon Bonaparte, durant el mateix any, va obtindre el títol oficialment com a President de la República Francesa. Per causa de la seva avançada edat, Dupont de l'Eure va delegar part de les funcions en el ministre de Relacions Exteriors, Alphonse de Lamartine. El 4 de maig, va renunciar a fi de donar pas a la Comissió Executiva, que es va negar a participar en tal acció. Va donar poders a Louis-Eugène Cavaignac contra Louis-Napoléon Bonaparte. El 1849, en no aconseguir la seva reelecció a la cambra, es va retirar de la vida pública. La seva consistència en la defensa de la causa del liberalisme constitucional al llarg dels nombrosos canvis del seu temps li va valer el respecte de molts dels seus compatriotes.